# Las Villegas
Las Villegas, también llamada Noria Villegas, es una localidad peruana ubicada en el distrito de La Matanza, perteneciente a la provincia de Morropón del departamento de Piura, al norte del Perú. 

## Ubicación
Las Villegas se ubica al oeste de la provincia de Morropón, en el distrito de La Matanza, en el departamento de Piura.

## Demografía
En 2017 Las Villegas tenía una población de 45 habitantes.
| Gráfica de evolución demográfica de Las Villegas entre 1993 y 2017 |
|                                                                    |
| Fuentes: Población 1993 y 2017                                     |